# Lass es wie einen Unfall aussehen
Lass es wie einen Unfall aussehen ist eine Konzert-Videoaufnahme der deutschen Rock-Band Farin Urlaub Racing Team. Sie wurde am 15. Mai 2010 als kostenloser Download auf der offiziellen Website veröffentlicht.
Die Aufnahmen wurden während der „Krachgarten-Tour 2009“ bei den drei Auftritten am 26. Mai 2009 in der Sporthalle Hamburg, am 28. Mai im Krefelder Königpalast und am 29. Mai in der OsnabrückHalle in Osnabrück gemacht. Regie führte Norbert Heitker, der bereits Videoclips für Die Ärzte und Rammstein gedreht hat. Für die Produktion zeichnete QFilmproduktion das Bildmaterial auf.

## Entstehung
Im Frühjahr 2009 wurde angekündigt, dass noch im Sommer eine Live-DVD erscheinen werde. Etwa ein Jahr später, im April 2010, wurde bekanntgegeben, dass es keine DVD geben werde, stattdessen aber einen kostenlosen Download. Zur Begründung hieß es, dass eine Tonspur gelöscht worden sei, das Aufnahme-Material aber zu wertvoll war, um gelöscht zu werden.

„[...] in einer unglaublichen, aber wahren Verkettung von unglücklichen Umständen ist dem eigentlich exzellenten Mitschnittmaterial der „Krachgarten Tour 2009“ der adäquate Ton verloren gegangen.“

Bis zum 2. Januar 2011 stand das Videomaterial zur Verfügung. Als Zusatz konnte man sich das Layout (Cover, Booklet und Label) als PDF herunterladen und sich somit die DVD selbst basteln.

## Inhalt
Das Aufnahmematerial besteht aus 30 Liedern von den bis dahin erschienenen Alben Endlich Urlaub, Am Ende der Sonne von Farin Urlaub und Die Wahrheit übers Lügen vom Farin Urlaub Racing Team. Bei dem letzten Titel Zehn Zwei handelt es sich um eine Zugabe, bestehend aus dem Lied Zehn mit abgewandeltem Text.

### Titelliste
| #   | Titel                                                       | Länge | Album                    |
| --- | ----------------------------------------------------------- | ----- | ------------------------ |
| 1.  | Unscharf                                                    | 4:16  | Die Wahrheit übers Lügen |
| 2.  | Glücklich                                                   | 3:00  | Endlich Urlaub!          |
| 3.  | Ich gehöre nicht dazu                                       | 3:30  | Endlich Urlaub!          |
| 4.  | Wie ich den Marilyn-Manson-Ähnlichkeitswettbewerb verlor... | 3:06  | Am Ende der Sonne        |
| 5.  | Am Strand                                                   | 2:57  | Endlich Urlaub!          |
| 6.  | Gobi Todič                                                  | 2:45  | Die Wahrheit übers Lügen |
| 7.  | I.F.D.G.                                                    | 3:54  | Die Wahrheit übers Lügen |
| 8.  | Der ziemlich okaye Popsong                                  | 3:38  | Livealbum of Death       |
| 9.  | Krieg                                                       | 3:09  | Die Wahrheit übers Lügen |
| 10. | Unsichtbar                                                  | 3:09  | Am Ende der Sonne        |
| 11. | Worte fehlen                                                | 3:47  | Niemals (Single)         |
| 12. | Augenblick                                                  | 2:52  | Am Ende der Sonne        |
| 13. | Porzellan                                                   | 3:55  | Am Ende der Sonne        |
| 14. | Niemals                                                     | 3:40  | Die Wahrheit übers Lügen |
| 15. | OK                                                          | 4:02  | Endlich Urlaub!          |
| 16. | Die Leiche                                                  | 4:14  | Die Wahrheit übers Lügen |
| 17. | Sonne                                                       | 4:23  | Am Ende der Sonne        |
| 18. | Nichimgriff                                                 | 2:42  | Die Wahrheit übers Lügen |
| 19. | Alle Dasselbe                                               | 5:07  | Am Ende der Sonne        |
| 20. | Zehn                                                        | 4:11  | Livealbum of Death       |
| 21. | Trotzdem                                                    | 2:12  | Die Wahrheit übers Lügen |
| 22. | Wo ist das Problem?                                         | 4:20  | Glücklich (Single)       |
| 23. | Karten                                                      | 4:17  | Die Wahrheit übers Lügen |
| 24. | Phänomenal egal                                             | 3:23  | Endlich Urlaub!          |
| 25. | Zu heiß                                                     | 3:58  | Die Wahrheit übers Lügen |
| 26. | Unter Wasser                                                | 4:21  | Am Ende der Sonne        |
| 27. | Insel                                                       | 5:34  | Die Wahrheit übers Lügen |
| 28. | Petze                                                       | 4:16  | OK (Single)              |
| 29. | Abschiedslied                                               | 3:38  | Endlich Urlaub!          |
| 30. | Zehn Zwei                                                   | 3:23  | –                        |